# 梵字
梵字（ぼんじ）とは、インドで使用されるブラーフミー系文字（英: Brahmic script）（インド系文字（英: Indian script））に対して、日本や東アジアで歴史的・伝統的に用いられてきた総称的な漢訳名である。「梵語（サンスクリット）を表記するための文字」の意だが、起源であるブラーフミー文字が「ブラフマー（梵天）の創造した文字」を意味するので、それを意訳したものとも解される。
一般的には仏教、特に密教と結びついて7-8世紀以降に東アジアに普及した悉曇文字（しったんもじ、梵: siddhamātṛkā, シッダマートリカー、英: Siddhaṃ script）のことを指すことが多く、本項でも主にそちらを説明していく。

## 概要
子音字と母音字があり、子音字に母音がつく場合子音字に点画を書き足す形になる。子音字のみだと子音+[a]の音を表す（つまりアブギダのシステムに従う）。
狭義の梵字、つまり悉曇文字の場合は一見規則性のない文字に見えるが、これも基本は同じである。

### 呼称

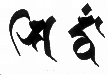
悉曇 (𑖭𑖰𑖟𑖿𑖠𑖽)

梵字は広くブラーフミー系文字に属する文字体系を指すが、歴史的には悉曇文字を指すことが多い。
悉曇はサンスクリット siddhaṃ の漢字音写である。肆曇、悉談、悉檀、悉旦、七旦などの表記も行われる。この語は「成就する」という意味の動詞語幹 sidh の過去分詞 siddha が名詞化したもので、「完成したもの」「成就したもの」を意味する。法隆寺に残る貝葉サンスクリット写本の一葉には、“siddhaṃ” の表題で字母の一覧が記されており、 siddhaṃの語がこの文字体系の字母表や、この文字体系そのものを指していたことが知られる。
インドではシッダマートリカー siddhamātṛkā（siddha完成された mātṛkā文字）の呼称が用いられた。言語のすべての音韻を表せる完備した文字体系であることを意味したのであろう。
「悉曇」が「吉祥を成就する」の意であるとか、「万徳の仏果を成就する」の意であるとか説かれることがある。これは空海が悉曇章（後述）の冒頭に記される字母習得祈願の句「悉曇囉窣覩 (siddhaṃ rastu)」を「成就吉祥章」の意であると解説したものが、後世に敷衍されたものである。日本での密教的解釈であって、原義ではない。なおsiddhaṃ rastuとは、梵語的には正しくはsiddhir astuであり、「成功あれ」という意味である。
当項目では、主に日本に伝播して定着した悉曇文字について解説する。

## 歴史
インドでは紀元前後にセム系文字に由来するブラーフミー文字とカローシュティー文字の2系統がある。このうちの前者がグプタ文字から発達して6世紀ごろにシッダマートリカー文字となった。さらに7世紀頃ナーガリー文字に発達、10世紀にはデーヴァナーガリーとなった。
今日の日本で悉曇文字（梵字）と呼ばれるものは、シッダマートリカー文字の一変種が仏教とともに中国を経由して伝来し、保存されたものである。数多くの梵字で書かれた文献が伝わっている。この頃のインドにまだ紙はなく、ほとんど貝葉に書かれている。シッダマートリカー文字は現在のインドでは使われておらず、現在、サンスクリットの筆記や印刷に主に用いられるのはデーヴァナーガリーであり、他にはインド南部でグランタ文字が使われている。

## 日本への伝来・普及

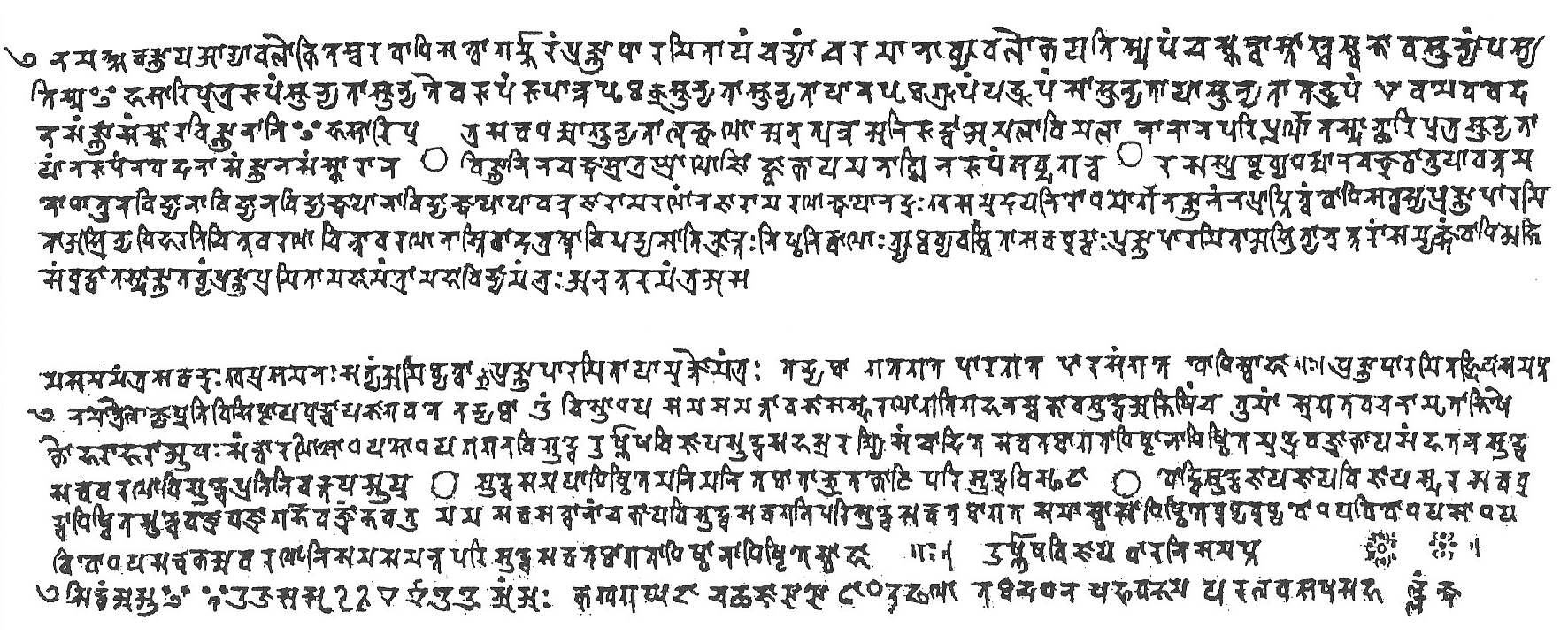
貝葉に書かれた梵語・梵字の『般若心経』『仏頂尊勝陀羅尼』(後グプタ朝時代・7-8世紀、法隆寺所蔵) の写し

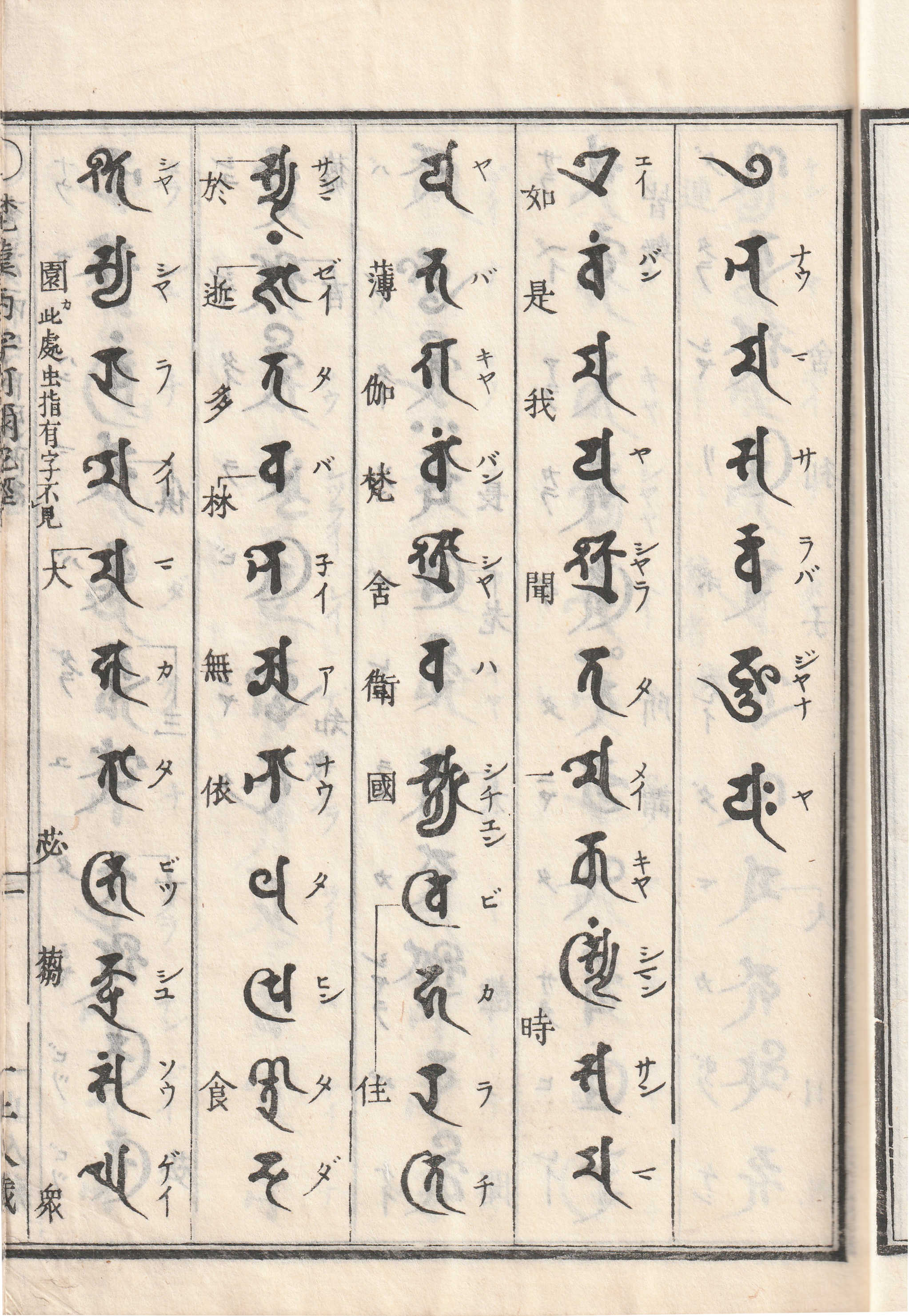
『梵漢両字阿弥陀経』。写真は安永2年(1773年)の刊本。梵字によるサンスクリット語原文を中心に、右脇にカタカナで発音を、左脇に漢字で意味を示す。

日本で梵字という場合は、仏教寺院で伝統的に使用されてきた悉曇文字を指すことが多い。これは上述のシッダマートリカーを元とし、6世紀頃に中央アジアで成立し、天平年間（729年-749年）に日本に伝来したと見られる。
日本には仏教伝来と共に漢訳された経典と共に伝来したが難解なために、文字自体を仏法の神聖な文字として崇めた。天平期には遣唐使や道璿、鑑真らの唐僧が悉曇梵語に堪能で、徐々に広まっていく。大安寺で唐僧仏哲と天竺僧菩提僊那が悉曇梵語の講義を行うと、日本人僧にも悉曇梵語の読み書きが浸透していく。
平安時代に入ると、最澄、空海らが悉曇梵語の経典を大量に唐から持ち帰る。彼らにより、真言として梵字は一般の人々の間にも広まった。

### 種子
梵字（悉曇文字）は一字一字が諸仏諸尊をあらわしており、ひとつの梵字が複数の仏を表すことがほとんどである。これを種子（しゅじ）または種字という。一つの仏でも金剛界、胎蔵界で違う文字を使う場合もある（例：大日如来：胎蔵界：a/金剛界：vaṃ）。

### ア字（阿字）

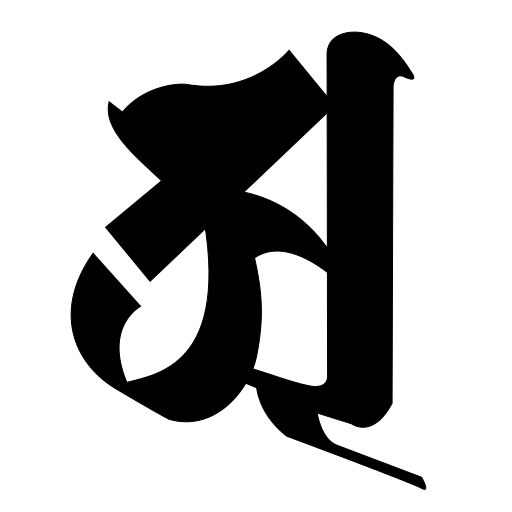
朴筆体のア字（阿字）

全ての梵字の中で基本となるのが右図の「ア字（阿字）」である。師僧から梵字を教わるときも、通常この字から始めるが、この字は種子で「大日如来」を表すため、全ての梵字はこの文字から出生すると説かれる。真言宗では「阿字観」として瞑想にも利用される。

### 朴筆体
また右図のように、梵字は通常の毛筆を用いた書体（毛筆体）のみならず、「朴筆（ぼくひつ）」と呼ばれる刷毛（はけ）状の筆を用いた独特の書体（朴筆体）で書かれることも多い。

## 文字

### 母音

#### 基本
| 文字（記号）        | 文字（記号）          | 転写 (IAST) | 発音 (IPA) |                     | 文字（記号）          | 文字（記号） | 転写 (IAST) | 発音 (IPA) |
| 母音字 （子音なし） | 母音記号 （子音あり） | 転写 (IAST) | 発音 (IPA) | 母音字 （子音なし） | 母音記号 （子音あり） |              | 転写 (IAST) | 発音 (IPA) |
| ------------------- | --------------------- | ----------- | ---------- | ------------------- | --------------------- | ------------ | ----------- | ---------- |
|                     | ○                     | a           | /ɐ/ or /ə/ |                     |                       | ā            | /ɑː/        |            |
|                     |                       | i           | /i/        |                     |                       | ī            | /iː/        |            |
|                     |                       | u           | /u/        |                     |                       | ū            | /uː/        |            |
|                     |                       | ṛ           | /ɻ/        |                     |                       | ṝ            | /ɻː/        |            |
|                     |                       | ḷ           | /ɭ/        |                     |                       | ḹ            | /ɭː/        |            |
|                     |                       | e           | /eː/       |                     |                       | ai           | /əi/        |            |
|                     |                       | o           | /oː/       |                     |                       | au           | /əu/        |            |

（※「○」は子音字を表す。）

#### その他
| 記号 | 名称         | 転写 (IAST) | 発音 (IPA) | 意味 |
| ---- | ------------ | ----------- | ---------- | --- |
| ( )  | 空点         | ṃ           | /ⁿ/        | 鼻音化記号。母音を鼻母音にしたり、母音に鼻音を後続させる。 「ँ」は「ं」の強調版であり、とりわけ鼻母音を表すのに用いられる。 |
|      | 涅槃点       | ḥ           | /h/        | 母音に後続する/h/。 |
|      | 多達（活点） | -           | -          | 脱母音記号、母音除去記号。母音を除去する。                                                                                |

### 子音

#### 基本
|                | 無声音      | 無声音        | 有声音      | 有声音        | 鼻音        |
| 無気音         | 有気音      | 無気音        | 有気音      |               | 鼻音        |
| -------------- | ----------- | ------------- | ----------- | ------------- | ----------- |
| 軟口蓋音       | k(a) /k(ə)/ | kh(a) /kʰ(ə)/ | g(a) /ɡ(ə)/ | gh(a) /ɡʱ(ə)/ | ṅ(a) /ŋ(ə)/ |
| 硬口蓋音       | c(a) /c(ə)/ | ch(a) /cʰ(ə)/ | j(a) /ɟ(ə)/ | jh(a) /ɟʱ(ə)/ | ñ(a) /ɲ(ə)/ |
| そり舌音       | ṭ(a) /ʈ(ə)/ | ṭh(a) /ʈʰ(ə)/ | ḍ(a) /ɖ(ə)/ | ḍh(a) /ɖʱ(ə)/ | ṇ(a) /ɳ(ə)/ |
| 歯音           | t(a) /t̪(ə)/ | th(a) /t̪ʰ(ə)/ | d(a) /d̪(ə)/ | dh(a) /d̪ʱ(ə)/ | n(a) /n(ə)/ |
| 唇音           | p(a) /p(ə)/ | ph(a) /pʰ(ə)/ | b(a) /b(ə)/ | bh(a) /bʱ(ə)/ | m(a) /m(ə)/ |
|                |             |               |             |               |             |
| 接近音         | y(a) /j(ə)/ | r(a) /r(ə)/   | l(a) /l(ə)/ | v(a) /ʋ(ə)/   |             |
| 歯擦音・摩擦音 | ś(a) /ɕ(ə)/ | ṣ(a) /ʂ(ə)/   | s(a) /s(ə)/ | h(a) /ɦ(ə)/   |             |

#### 結合文字
子音の結合文字は、例えばデーヴァナーガリーなら字母を横向きに結合させるが、この悉曇文字は、チベット文字などと同じく、縦に文字が組まれる。
字母全体を縮小したような半体、あるいは、上半分か下半分を切り取ったような半体を用い、基字の上や下にそれを結合して音を表現する。後ろの字母の横の棒を取り外して、前の字母の下に付くのが一般的な原則である。例えば：
| ṅka | ñja | mpha | vja/bja | vcha/bcha |
しかし、一部の字母の接続は上述した原則と異なる：
| 例    | 接続法 | 説明                                               |
| ----- | ------ | -------------------------------------------------- |
| kma   |        | ka が前にある場合は、真ん中の棒を省略する          |
| rka   |        | ra が前にある場合は、「T」のように変形して上に置く |
| ṇṭha  |        | ṇa が前にある場合は、特別な形で接続する            |
| kya   |        | ya が後ろに来る場合は、鎌のような形で下に付く      |
| ṅktra |        | ra が後ろに来る場合は、ペン先のように下に付く      |
| rkla  |        | la が後ろに来る場合は、最後の二筆を残して下に付く  |
また、同じ字母を二つ重ねると、元の形とすこし異なる場合もある。
| jja | ṭṭa | ṇṇa | tta | nna | mma | lla | vva | {\displaystyle \cdots } |

## 悉曇章
|          | 番号 | 字母 | 音写 | 南天音    | 中天音 | 字義   | 半体 |
| 通 摩 多 | 01   |      | a अ  | ア        | ア     | 本不生 | -    |
| 通 摩 多 | 02   |      | ā आ  | アー      | アー   | 寂静   |      |
| 通 摩 多 | 03   |      | i इ  | イ        | イ     | 根本   |      |
| 通 摩 多 | 04   |      | ī ई  | イー      | イー   | 宍禍   |      |
| 通 摩 多 | 05   |      | u उ  | ウ オウ   | ウ     | 譬喩   |      |
| 通 摩 多 | 06   |      | ū ऊ  | ウー オウ | ウー   | 損減   |      |
| 通 摩 多 | 07   |      | e ए  | エイ      | エ     | 求     |      |
| 通 摩 多 | 08   |      | ai ऐ | エイ アイ | エー   | 自在   |      |
| 通 摩 多 | 09   |      | o ओ  | オウ      | オ     | 瀑流   |      |
| 通 摩 多 | 10   |      | au औ | オウ アウ | オー   | 変化   |      |
| 通 摩 多 | 11   |      | aṃ अं | アン      |        | 辺際   |      |
| 通 摩 多 | 12   |      | aḥ अः | アク      | ア     | 遠離   |      |
| 別 摩 多 | 13   |      | r̥ ऋ  | キリ      | リ     | 神通   |      |
| 別 摩 多 | 14   |      | r̥̄ ॠ  | キリ      | リー   | 類例   |      |
| 別 摩 多 | 15   |      | l̥ ऌ  | リ        | リョ   | 染     |      |
| 別 摩 多 | 16   |      | l̥̄ ॡ  | リ        | リョー | 沈没   |      |

|          | 番号 | 字母 | 音写  | 南天音 | 中天音        | 字義   | 半体 |
| 五 類 声 | 17   |      | ka क  | カ     | キャ          | 作業   |      |
| 五 類 声 | 18   |      | kha ख | カ     | キャ          | 等空   |      |
| 五 類 声 | 19   |      | ga ग  | ガ     | ギャ          | 行     |      |
| 五 類 声 | 20   |      | gha घ | ガ     | ギャ          | 一合   |      |
| 五 類 声 | 21   |      | nga ङ | ガ     | ギャウ ギョウ | 支分   |      |
| 五 類 声 | 22   |      | ca च  | サ     | シャ          | 遷変   |      |
| 五 類 声 | 23   |      | cha छ | サ     | シャ          | 影像   |      |
| 五 類 声 | 24   |      | ja ज  | ザ     | ジャ          | 生     |      |
| 五 類 声 | 25   |      | jha झ | ザ     | ジャ          | 戦敵   |      |
| 五 類 声 | 26   |      | n̄ ञ   | ザ     | ジャウ ジョウ | 智     |      |
| 五 類 声 | 27   |      | ṭa ट  | タ     | タ            | 慢     |      |
| 五 類 声 | 28   |      | ṭha ठ | タ     | タ            | 長養   |      |
| 五 類 声 | 29   |      | ḍa ड  | ダ     | ダ            | 怨対   |      |
| 五 類 声 | 30   |      | ḍha ढ | ダ     | ダ            | 執事   |      |
| 五 類 声 | 31   |      | ṇ ण   | ダ     | ダウ ドウ     | 諍論   |      |
| 五 類 声 | 32   |      | ta त  | タ     | タ            | 如如   |      |
| 五 類 声 | 33   |      | tha थ | タ     | タ            | 住処   |      |
| 五 類 声 | 34   |      | da द  | ダ     | ダ            | 施与   |      |
| 五 類 声 | 35   |      | dha ध | ダ     | ダ            | 法界   |      |
| 五 類 声 | 36   |      | na न  | ナ     | ナウ ノウ     | 名字   |      |
| 五 類 声 | 37   |      | pa प  | ハ     | ハ            | 第一義 |      |
| 五 類 声 | 38   |      | pha फ | ハ     | ハ            | 不堅   |      |
| 五 類 声 | 39   |      | ba ब  | バ     | バ            | 縛     |      |
| 五 類 声 | 40   |      | bha भ | バ     | バ            | 有     |      |
| 五 類 声 | 41   |      | ma म  | マ     | マウ モウ     | 吾我   |      |
| 遍 口 声 | 42   |      | ya य  | ヤ     | ヤ            | 乗     |      |
| 遍 口 声 | 43   |      | ra र  | ラ     | ラ            | 塵垢   |      |
| 遍 口 声 | 44   |      | la ल  | ラ     | ラ            | 相     |      |
| 遍 口 声 | 45   |      | va व  | バ     | バ            | 言説   |      |
| 遍 口 声 | 46   |      | śa श  | シャ   | サ            | 本性寂 |      |
| 遍 口 声 | 47   |      | ṣa ष  | シャ   | サ            | 性鈍   |      |
| 遍 口 声 | 48   |      | sa स  | サ     | サ            | 諦     |      |
| 遍 口 声 | 49   |      | ha ह  | カ     | カ            | 因果   |      |
| 遍 口 声 | 50   |      | llaṃ  | ラン   | ラン          | 都除   |      |
| 遍 口 声 | 51   |      | kṣa   | サ     | キシャ        | 盡     |      |

|  | 名称 | 意味         |
|  | ---- | ------------ |
|  | 怛達 | 脱母音記号。 |

### 概要
悉曇章（しったんしょう）は、梵字の音韻組織と造字法を習得させるための図表である。十数章から成り、単純な字母の字形からはじめて、章を追うごとに複雑な造字を解説している。
日本で一般に「悉曇章」として知られるものは、智広『悉曇字記』(『悉曇字紀』とも）に範を採った十八章のものだが、日本に伝来したものや日本で作成されたものには、十二章から十八章までさまざまな構成が見られる。またインドを訪れた僧の間でも、玄奘は十二章とし、義浄は十八章とする。時代や地域によって、構成の異なる悉曇章が流布していたと考えられる。
なお、単なる字母（じも）の一覧表をも悉曇章と呼ぶ場合があるが、通常は造字や音韻組織の解説を含むものを指す。

### 字母と字門
悉曇文字の字母（じぼ）は、母音記号である摩多（また）と、子音記号である体文（たいもん。サンスクリット: vyañjana）から成る。#表1に摩多の、#表2に体文の、一覧をそれぞれ示す。
摩多のうち、最初の12文字を通摩多（つうまた）あるいは通の摩多と称し、残り4文字を別摩多（べつまた）あるいは別の摩多と称する。通摩多の最後の2文字、アン aṃおよびアク aḥはそれぞれ、ア a にアヌスヴァーラ記号（空点）およびヴィサルガ記号（涅槃点）を付加したものだが、悉曇文字では独立した摩多として扱われる（この2文字を別摩多に含める説もある）。別摩多の4文字は流音性母音を表すものと考えられるが、現実の文献で用いられることはまれである。体文のうち、ラン llaṃとキシャ kṣaは切継（後述）によって構成される文字であり、単独の子音を表すものではない。しかし、多くの字母表に含まれる。
摩多と体文を合わせた字母のそれぞれに字義（後述）を与え、まとめたものを字門（じもん）と呼ぶ。別摩多を含めるかどうか、またラン llaṃとキシャ kṣaのそれぞれを数えるかどうかなどによって、いくつかの字門が伝承されてきた。日本でもっとも一般的に行われるのは、表1、表2に挙げた字母すべてを含む五十字門（ラン llaṃは字母に含まれるが数えない。ラン llaṃとキシャ kṣaを含めないと四十九字門となる）である。また、別摩多を字母に含めない伝承もあり、この場合はラン llaṃを含めるか否かによって四十六字門ないしは四十七字門となる。
以上とはまったく別な四十二字門（最初の5字をとってアラパチャナとも言う）という配列も『大般若経』などに見られる。『華厳経入法界品四十二字門』（不空訳）に従うと以下の順である。
a ra pa ca na la da ba ḍa ṣa va ta ya ṣṭa ka sa ma ga tha ja sva dha śa kha kṣa sta ña rtha bha cha sma hva tsa gha ṭha ṇa pha ska ysa śca ṭa ḍha 
「ṅa・jha・ha」がなく（『大般若経』では rthaと bhaの間に haがあり、43文字になっている）、また ysaのように通常のサンスクリットに存在しない音があるため、本来はサンスクリットではなく別の言語のための配列であったと考えられる。リチャード・サロモンは四十二字門がカローシュティー文字で書かれたガンダーラ語の文字配列に由来すると考えている。
文殊菩薩の真言「oṃ arapacana dhīḥ」は、四十二字門の最初の5字に基づく。

### 造字法と字音
文字体系の類型としてはアブギダに属する。体文を単独で書くと、それぞれの子音に母音 [a] が伴った音節を表す。ほかの母音が伴った音節は、摩多を簡略化した記号（摩多半体）を付加することで表記する。
摩多の半体は、観念上存在するとされる命点（みょうてん。aの半体とされる。発心点〈ほっしんてん〉とも）を含めて12種あることから、十二点と総称される。いくつかの半体には名前がついている。āの半体を修行点（しゅぎょうてん）、aṃの半体を空点（くうてん。アヌスヴァーラ記号に相当する。菩提点〈ぼだいてん〉とも）、 aḥの半体を涅槃点（ねはんてん。ヴィサルガ記号に相当する）と呼ぶ。また、空点の下に仰月点（ぎょうげつてん。荘厳点〈そうごんてん〉とも）と呼ばれる弧状の点を加えることがあるが、これは装飾的なもので、字音は変化しないとされる。
なお、一部の体文は、摩多半体と結合すると字形が変化して特別な合字を作ることがある。これは学習によってひとつひとつ憶えるしかない。
さらに、子音連続を含む音節は、体文を上下に重ねた合字によって表記する。この場合も、一部の体文は簡略化した形（体文半体）となる。二合（2字の合字）では上の字の下部および下の字の上部が略され、三合（3字の合字）以上では中ほどの字の上部および下部が略される。ただし上部しか略さないものや、略さず書くものもある。
最後に、#表3に挙げた怛達（たたつ。多達、達画〈たっかく〉とも）は、体文の下に付加して母音の脱落を表す。これはヴィラーマ記号に相当する。
以上のように、字母を組み合わせて文字を構成する造字法を切継（きりつぎ）と呼ぶ。悉曇章は、論理的にありうるほとんどの切継を列挙し、造字法を学ばせるための教程書である（ただし、切継の結果作られる文字の中には、実際の文献には現れることのないものもいくらかある）。

## 字形比較
| 音価 | ブラーフミー文字 | グプタ文字 | シッダマートリカー （悉曇文字・梵字） | ベンガル文字 | デーヴァナーガリー | チベット文字 |
| ---- | ---------------- | ---------- | ------------------------------------- | ------------ | ------------------ | ------------ |
| a    | 𑀅                |            |                                       | অ            | अ                  | ཨ            |
| i    | 𑀇                |            |                                       | ই            | इ                  | —            |
| u    | 𑀉                |            |                                       | উ            | उ                  | —            |
| ṛ    | 𑀋                |            |                                       | ঋ            | ऋ                  | —            |
| e    | 𑀏                |            |                                       | এ            | ए                  | —            |
| o    | 𑀑                |            |                                       | ও            | ओ                  | —            |
| k    | 𑀓                |            |                                       | ক            | क                  | ཀ            |
| kh   | 𑀔                |            |                                       | খ            | ख                  | ཁ            |
| g    | 𑀕                |            |                                       | গ            | ग                  | ག            |
| gh   | 𑀖                |            |                                       | ঘ            | घ                  | —            |
| ṅ    | 𑀗                |            |                                       | ঙ            | ङ                  | ང            |
| c    | 𑀘                |            |                                       | চ            | च                  | ཅ            |
| ch   | 𑀙                |            |                                       | ছ            | छ                  | ཆ            |
| j    | 𑀚                |            |                                       | জ            | ज                  | ཇ            |
| jh   | 𑀛                |            |                                       | ঝ            | झ                  | —            |
| ñ    | 𑀜                |            |                                       | ঞ            | ञ                  | ཉ            |
| ṭ    | 𑀝                |            |                                       | ট            | ट                  | —            |
| ṭh   | 𑀞                |            |                                       | ঠ            | ठ                  | —            |
| ḍ    | 𑀟                |            |                                       | ড            | ड                  | —            |
| ḍh   | 𑀠                |            |                                       | ঢ            | ढ                  | —            |
| ṇ    | 𑀡                |            |                                       | ণ            | ण                  | —            |
| t    | 𑀢                |            |                                       | ত            | त                  | ཏ            |
| th   | 𑀣                |            |                                       | থ            | थ                  | ཐ            |
| d    | 𑀤                |            |                                       | দ            | द                  | ད            |
| dh   | 𑀥                |            |                                       | ধ            | ध                  | —            |
| n    | 𑀦                |            |                                       | ন            | न                  | ན            |
| p    | 𑀧                |            |                                       | প            | प                  | པ            |
| ph   | 𑀨                |            |                                       | ফ            | फ                  | ཕ            |
| b    | 𑀩                |            |                                       | ব            | ब                  | བ            |
| bh   | 𑀪                |            |                                       | ভ            | भ                  | —            |
| m    | 𑀫                |            |                                       | ম            | म                  | མ            |
| y    | 𑀬                |            |                                       | য            | य                  | ཡ            |
| r    | 𑀭                |            |                                       | র            | र                  | ར            |
| l    | 𑀮                |            |                                       | ল            | ल                  | ལ            |
| v    | 𑀯                |            |                                       | - (ব)        | व                  | —            |
| ś    | 𑀰                |            |                                       | শ            | श                  | ཤ            |
| ṣ    | 𑀱                |            |                                       | ষ            | ष                  | —            |
| s    | 𑀲                |            |                                       | স            | स                  | ས            |
| h    | 𑀳                |            |                                       | হ            | ह                  | ཧ            |

## 符号位置
Unicode 7.0 にて以下の位置に収録された。
| U+    | 0 | 1 | 2 | 3 | 4 | 5 | 6 | 7 | 8 | 9 | A | B | C | D | E | F |
| ----- | - | - | - | - | - | - | - | - | - | - | - | - | - | - | - | - |
| 11580 | 𑖀 | 𑖁 | 𑖂 | 𑖃 | 𑖄 | 𑖅 | 𑖆 | 𑖇 | 𑖈 | 𑖉 | 𑖊 | 𑖋 | 𑖌 | 𑖍 | 𑖎 | 𑖏 |
| 11590 | 𑖐 | 𑖑 | 𑖒 | 𑖓 | 𑖔 | 𑖕 | 𑖖 | 𑖗 | 𑖘 | 𑖙 | 𑖚 | 𑖛 | 𑖜 | 𑖝 | 𑖞 | 𑖟 |
| 115A0 | 𑖠 | 𑖡 | 𑖢 | 𑖣 | 𑖤 | 𑖥 | 𑖦 | 𑖧 | 𑖨 | 𑖩 | 𑖪 | 𑖫 | 𑖬 | 𑖭 | 𑖮 | 𑖯  |
| 115B0 | 𑖰  | 𑖱  | 𑖲  | 𑖳  | 𑖴  | 𑖵  |   |   | 𑖸  | 𑖹  | 𑖺  | 𑖻  | 𑖼  | 𑖽  | 𑖾  | 𑖿  |
| 115C0 | 𑗀  | 𑗁 | 𑗂 | 𑗃 | 𑗄 | 𑗅 | 𑗆 | 𑗇 | 𑗈 | 𑗉 |   |   |   |   |   |   |